# Latobius

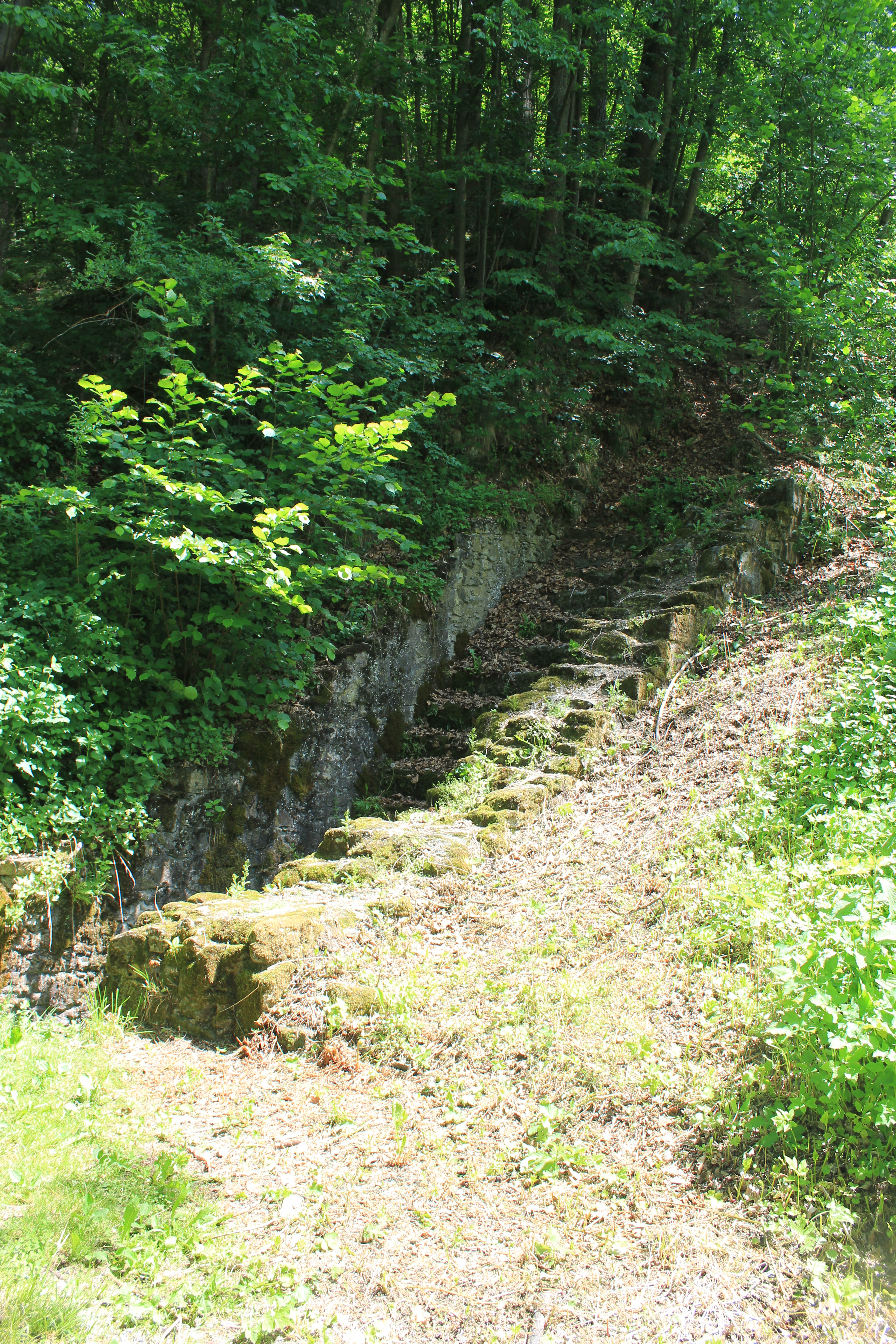
Heiligtum des Mars-Latobius bei Sankt Margarethen (Marktgemeinde St.Paul im Lavanttal)

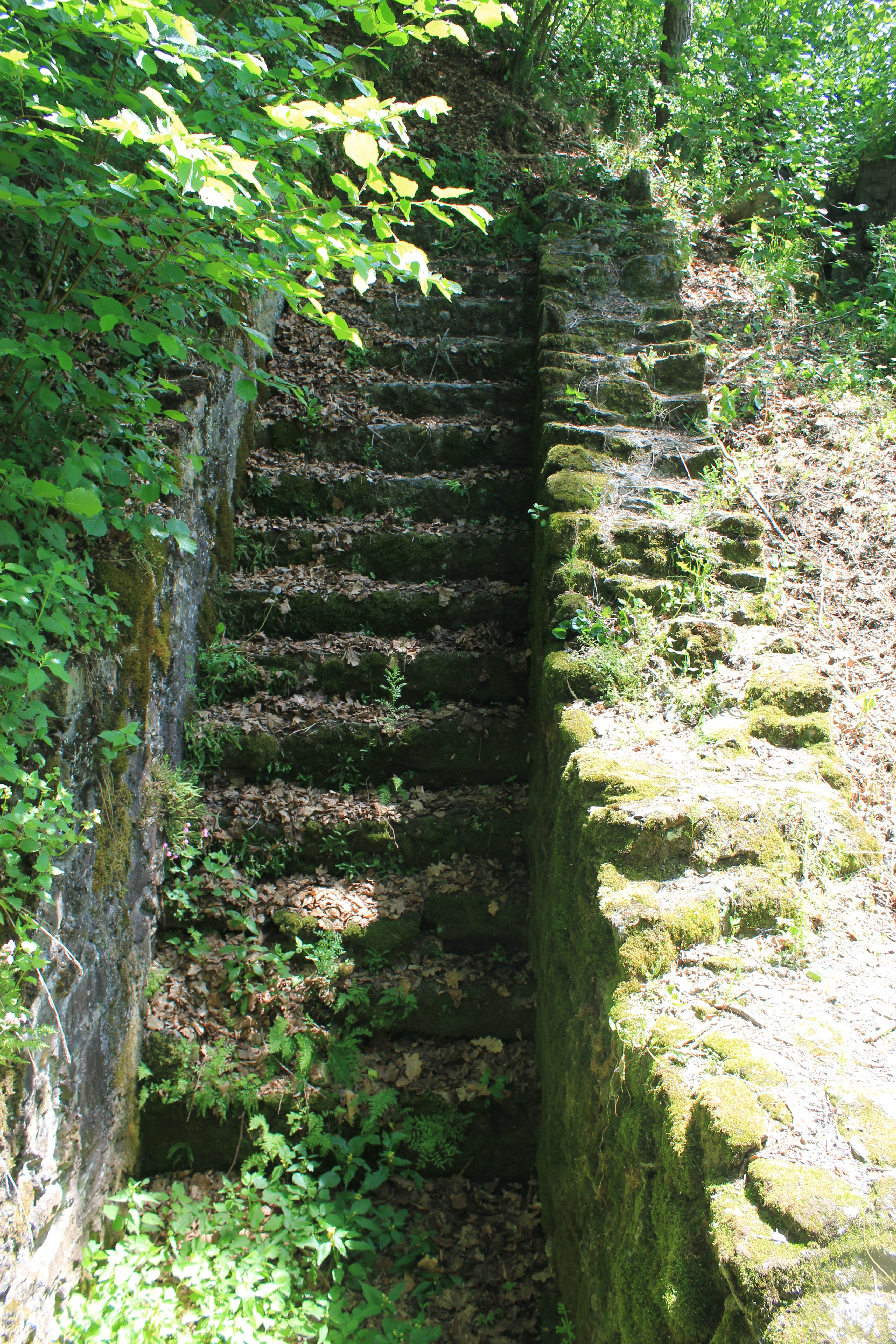
Treppe zum heiligen Brunnen

Latobius, auch Latovius ist der Name einer keltischen Gottheit, die auf einigen Inschriften aus der römischen Provinz Noricum genannt wird. In der Interpretatio Romana wird er meist mit Mars gleichgesetzt und als Mars Latobius angerufen. Er ist ein Heil-, Hirten- und Totengott.

## Etymologie
Der Name Latobius/Latovius ist etymologisch nicht sicher geklärt. Bei Helmut Birkhan werden Übersetzungsversuche einiger Fachautoren angeführt: „der weithin Schlagende“, „Schläger der Wut“, „der weithin Gewaltige“, „der in der Ebene Mächtige“. Letzteres stimmt nicht ganz überein mit den Fundorten, die sich auf Bergspitzen und Passübergängen befinden.
→Latobiker

## Darstellung
In St. Margarethen bei Sankt Paul im Lavanttal hielt das Kultbild des Gottes anstatt eines Speeres das keltische pedum, den Hirtenstab. Diese Bronzestatue aus St. Margarethen war typenbildend für die Darstellung des Mars Latobius in römischer Zeit, wie ihre zahlreichen Repliken auf Grabsteinen beweisen.

## Überlieferung
Auf einem Hügel bei Sankt Margarethen (Marktgemeinde St.Paul im Lavanttal) ist ein Heiligtum des Latobius ausgegraben worden. Es handelt sich dabei um einen typisch keltischen Umgangstempel. Ein Umgang (16 × 17,10 m Seitenlänge) windet sich um die fast quadratische cella (drei Seiten messen 9,80 m, eine 9,60 m), wobei der Umgang an der Ostseite genauso wie bei anderen entsprechenden Funden im Ostalpenraum etwas breiter ist. Ein mit einer Mauer umfasster Hof umgab den Tempel, jedoch ist dieser nicht vollständig ausgegraben. Der heilige Brunnen war über eine steile Stiege erreichbar.
Latobius wird in vier Weiheinschriften aus Noricum erwähnt, und zwar zwei davon aus Seggauberg (römisch Flavia Solva, Steiermark)
sowie zwei weitere in Sankt Paul im Lavanttal (Kärnten).
In den Inschriften aus Seggauberg wird der Gott Mars Latobius genannt, eine Kolossalstatue befindet sich im Stiftsmuseum von Sankt Paul.
Eine Felsinschrift für Mars Latobius wurde in der Kienbachklamm bei Bad Ischl im Salzkammergut gefunden.
Weitere Fundorte sind in Lendorf (Bezirk Spittal an der Drau) in einem Marsheiligtum, der so genannten Römerklause aus dem 2. Jahrhundert n. Chr., bei der Pfarrkirche zum Heiligen Peter angeführt, sowie in Spielberg bei Knittelfeld. Der traditionelle Vierbergelauf über vier Kärntner Berge startet bei einer Kirche, welche über einem Latobius-Heiligtum in der Stadt auf dem Magdalensberg errichtet wurde.